# Aeroportul Internațional Bozeman Yellowstone
Aeroportul Internațional Bozeman Yellowstone (IATA: BZN, ICAO: KBZN, FAA LID: BZN) este un aeroport din Comitatul Gallatin, Montana, Montana, Statele Unite ale Americii ce deservește zona Bozeman⁠(d). Aeroportul a fost tranzitat în 2022 de 2.464.325 de pasageri. A fost numit după zona deservită.
Situat la o altitudine de 1.363 m, aeroportul dispune de 3 piste.

## Infrastructură

### Piste
Aeroportul dispune de 3 piste: 
- pista 03/21 din asfalt, cu dimensiunile 2.650 picioare × 75 picioare
- pista 11/29 din Iarbă, cu dimensiunile 3.197 picioare × 80 picioare
- pista 12/30 din asfalt, cu dimensiunile 8.994 picioare × 150 picioare